# Anna Žerebjatěvová
Anna Žerebjatěvová, rusky Анна Валерьевна Жеребятьева (* 24. února 1997 Ťumeň) je ruská běžkyně na lyžích.

## Sportovní kariéra
Ve Světovém poháru debutovala ve 20 letech. Zatím nejlepšího umístění ve Světovém poháru dosáhla v sezóně 2018/19 – 10. místo v běhu na 10 km klasicky v Otepää (město). Právě distanční závody klasickou technikou jsou její nejsilnější disciplínou. Je juniorskou mistryní světa ve štafetě z roku 2017, mistryní světa do 23 let v běhu na 15 km klasicky z roku 2019 a vicemistryní světa do 23 let v běhu na 10 km klasicky z roku 2018.

## Výsledky

### Výsledky ve Světovém poháru
| Sezóna  | Věk | Sezónní výsledky | Sezónní výsledky | Sezónní výsledky | Sezónní výsledky | Výsledky na Ski Tour | Výsledky na Ski Tour | Výsledky na Ski Tour | Výsledky na Ski Tour |
| Sezóna  | Věk | Celkově          | Distance         | Sprinty          | U23              | Nordic Opening       | Tour de Ski          | WC Final             | Ski Tour Kanada      |
| ------- | --- | ---------------- | ---------------- | ---------------- | ---------------- | -------------------- | -------------------- | -------------------- | -------------------- |
| 2017/18 | 20  | 88.              | 66.              | —                |                  | 43.                  | —                    | DNF                  | —                    |
| 2018/19 | 21  | 64.              | 50.              | —                |                  | 27.                  | DNF                  | —                    | —                    |
| 2019/20 | 22  | 100.             | —                | —                |                  | 48.                  | 35.                  | —                    | —                    |
| 2020/21 | 23  |                  |                  |                  | —                | —                    | DNF                  | —                    | —                    |

## Osobní život
V září 2020 se po pětileté známosti provdala za Alexandra Bolšunova, kolegu z ruské reprezentace.